# Tour de Flandes 1914
El Tour de Flandes 1914 es la 2.ª edición del Tour de Flandes. La carrera se disputó el 22 de marzo de 1914, con inicio y final en Gante después de un recorrido de 280 kilómetros. El vencedor final fue el belga Marcel Buysse, que se impuso al esprint a sus ocho compañeros de fuga. Los también belgas Henri van Lerberghe y Pierre van de Velde acabaron segundo y tercero respectivamente.

## Clasificación final
|    | Ciclista            | Equipo                  | Tiempo      |
| -- | ------------------- | ----------------------- | ----------- |
| 1  | Marcel Buysse       | Alcyon-Soly             | 10h 20' 00" |
| 2  | Henri van Lerberghe | Liberator               | m. t.       |
| 3  | Pierre Van De Velde |                         | m. t.       |
| 4  | Alois Persyn        |                         | m. t.       |
| 5  | Achiel Depauw       |                         | m. t.       |
| 6  | August Dierickx     |                         | m. t.       |
| 7  | Gustave Monseur     | La Française-Hutchinson | m. t.       |
| 8  | Alfons Spiessens    | J.B.Louvet-Continental  | m. t.       |
| 9  | Auguste Benoit      | J.B.Louvet-Continental  | + 2' 00"    |
| 10 | Julien Tuytten      |                         | + 8' 00"    |